# Aeroportul Portage Creek
Aeroportul Portage Creek (IATA: PCA, ICAO: PAOC, FAA LID: A14) este un aeroport din Alaska, Statele Unite ale Americii ce deservește zona Portage Creek⁠(d). Aeroportul a fost tranzitat în 2019 de 50 de pasageri. A fost numit după zona deservită.
Situat la o altitudine de 39 m, aeroportul dispune de 1 pistă. Este operat de Alaska Department of Transportation & Public Facilities⁠(d).

## Infrastructură

### Piste
Aeroportul dispune de o singură pistă. Pista 01/19 are dimensiunile 1.470 picioare × 60 picioare. 